# Acianthera melanoglossa
Acianthera melanoglossa é  uma espécie de orquídea (Orchidaceae) que existe na Colômbia. Pertence à secção Sicaria, subseção Sicaria do gênero Acianthera, caracterizado plantas decrescimento cespitoso, com caules secundários, também chamados ramicaules, tão ou mais longos que as folhas, com a secção superior triangular, mais largos junto a folha que na base, inflorescência subséssil com poucas ou muitas flores, segmentos florais frequentemente espessos, ou levemente pubescentes ou papilosos, em um grupo composto por plantas pouco fibrosas, mais ou menos suculentas e facilmente quebradiças, com ramicaule claramente alado cuja folha parece uma continuação do ramicaule, ou seja a o fim do ramicaule e começo da folhas não ficam claramente visíveis. Esta espécie distingue-se das demais ser a única com flores cujo labelo tem lobos laterais agudos e lobo intermediário de ápice verrucoso e disco fendido, com pétalas agudas.

## Publicação e sinônimos
- Acianthera melanoglossa (Luer & R.Escobar) Luer, Monogr. Syst. Bot. Missouri Bot. Gard. 95: 254 (2004).

Sinônimos homotípicos:
- Pleurothallis melanoglossa Luer & R.Escobar, Orquideologia 20: 74 (1996).